# I Can't Go On
Chansons représentant la Suède au Concours Eurovision de la chanson
If I Were Sorry
(2016) Dance You Off
(2018)
I Can't Go On est une chanson du chanteur suédois Robin Bengtsson. La chanson a été présentée pour la première fois lors du Melodifestivalen 2017 le 18 février 2017, puis est sortie en téléchargement digital le 26 février, atteignant la troisième place des chartes suédois.
La chanson a été écrite et composée par David Kreuger, Hamed "K-One" Pirouzpanah, et Robin Stjernberg qui avait par ailleurs représenté la Suède à Malmö en 2013 avec sa chanson You.

## À l'Eurovision 2017
Le 30 novembre 2016, Robin Bengtsson a été annoncé comme l'un des participants au Melodifestivalen 2017, pré-sélection nationale pour l'Eurovision. Il a participé avec sa chanson I Can't Go On à la troisième demi-finale le 18 février 2017 où il s'est qualifié directement pour la finale.
Cette chanson a permis à Robin Bengtsson de remporter le Melodifestivalen 2017 le 11 mars 2017, se plaçant première du vote des jurys internationaux et troisième du télévote. Elle représentera donc la Suède au Concours Eurovision de la Chanson 2017.
La Suède ouvre la compétition en se produisant en première position de la première demi-finale le mardi 9 mai 2017 au Centre d'Exposition International de Kiev, elle se classe 3e du jury avec 124 et 4e du télévote avec 103, ce qui la classe, finalement, troisième avec 227 points et la qualifie donc pour la finale.
Lors de la finale, le samedi 13 mai 2017, elle passe en 24e position, après la Belgique et avant la Bulgarie. Elle se classe 3e du jury avec 218 points et 8éme du télévote avec 126 points, ce qui la classe, finalement, 5e avec 344 points.

## Participants
- Robin Bengtsson – voix
- David Kreuger – auteur, compositeur
- Hamed Pirouzpanah – auteur, compositeur
- Robin Stjernberg – voix additionnelles, auteur, compositeur, clavier
- Molly Pettersson Hammar – voix additionnelles
- Petter Lindgård – trombone
- Jens Lindgård – trompette
- Frank Nilsson – percussions
- Lars Norgren – mastering

(cf. )

## Position dans les chartes
| Chartes                                  | Top position |
| ---------------------------------------- | ------------ |
| Suède (Sverigetopplistan)                | 3            |
| Finlande (Suomen virallinen latauslista) | 12           |